# جايسون جان
جايسون جان (بالإنجليزية: Jason Gann)‏ هو كاتب وكاتب سيناريو ومغني ومخرج وممثل أسترالي، ولد في 1971 ببريزبان في أستراليا.

## أعمال

### مسلسلات
- ويلفريد

## وصلات خارجية
- جايسون جان على موقع IMDb (الإنجليزية)
- جايسون جان على موقع ألو سيني (الفرنسية)
- جايسون جان على موقع أول موفي (الإنجليزية)
- جايسون جان على موقع قاعدة بيانات الفيلم (الإنجليزية)
- جايسون جان على موقع كينوبويسك (الروسية)